# پاتریک سوینی (ورزشکار)
پاتریک سوینی (انگلیسی: Patrick Sweeney؛ زادهٔ ۱۲ اوت ۱۹۵۲) اهل بریتانیا است.
وی در مسابقات کشوری و بین‌المللی در مجموع برندهٔ ۲ مدال طلا، ۳ مدال نقره، ۱ مدال برنز شده‌است.